# Glyptoxanthus cavernosus
Glyptoxanthus cavernosus is een krabbensoort uit de familie van de Xanthidae. De wetenschappelijke naam van de soort werd in 1878 voor het eerst geldig gepubliceerd door Alphonse Milne-Edwards.